# 2004年の読売ジャイアンツ
2004年の読売ジャイアンツでは、2004年の読売ジャイアンツの動向をまとめる。
この年の読売ジャイアンツは、堀内恒夫監督の1年目のシーズンである。

## 概要
ダイエーから小久保裕紀、近鉄からタフィ・ローズを獲得して打線を再編し、重量打線を形成した。シーズン序盤から本塁打を量産し強力な得点力を発揮したが、投手陣が打ち込まれることが多く、4月を借金1の5位で終えた。5月に入るとチーム状態をやや建て直し、5月26日から8連勝。一気に首位に立つが、6月22日からの2位中日との3連戦で、3試合合計29失点と投手陣が炎上しこのカード3連敗。首位を奪われた。五輪期間中の8月は各球団の主力選手が欠場することから、選手層の厚い巨人が有利であると予想されていたが、五輪期間中も勝ち越せなかった。結局、6月以降は首位を奪還できず、2年連続で3位に終わる。打線はNPB最高記録となるシーズン259本塁打を放ったが、25盗塁はリーグ最下位。前年と同様に投手陣が崩壊し、チーム防御率が前年と横ばいの4.50であった。さらに3月4日、終身名誉監督の長嶋茂雄が脳梗塞で倒れ入院し、8月13日に前年12月からの7ヶ月間、一場靖弘（当時明治大学硬式野球部）に対して“食事代” “交通費” “小遣い”などの名目で数回にわたり総額約200万円の現金を渡していたことが発覚するなどシーズンを通して不運が続いた。その責任として土井誠社長、三山秀昭球団代表を始めとする編成に関与した幹部4人を解任。また渡邉恒雄オーナーと堀川吉則会長も引責辞任した。

## チーム成績

### レギュラーシーズン
|   | 開幕：4/2 | 開幕：4/2  | 5/1 | 5/1        | 6/1 | 6/1        | 7/1 | 7/1        | 8/1 | 8/1        | 9/1 | 9/1        |
| - | --------- | ---------- | --- | ---------- | --- | ---------- | --- | ---------- | --- | ---------- | --- | ---------- |
| 1 | 二        | 仁志敏久   | 二  | 仁志敏久   | 二  | 仁志敏久   | 二  | 仁志敏久   | 二  | 仁志敏久   | 二  | 仁志敏久   |
| 2 | 左        | 清水隆行   | 左  | 清水隆行   | 左  | 清水隆行   | 左  | 清水隆行   | 左  | 清水隆行   | 左  | 清水隆行   |
| 3 | 中        | ローズ     | 中  | ローズ     | 中  | ローズ     | 中  | ローズ     | 中  | ローズ     | 中  | ローズ     |
| 4 | 右        | 高橋由伸   | 右  | 高橋由伸   | 右  | 高橋由伸   | 右  | 高橋由伸   | 三  | 小久保裕紀 | 三  | 小久保裕紀 |
| 5 | 三        | 小久保裕紀 | 一  | 清原和博   | 一  | 清原和博   | 三  | 小久保裕紀 | 右  | 高橋由伸   | 右  | 高橋由伸   |
| 6 | 一        | ペタジーニ | 三  | 小久保裕紀 | 三  | 江藤智     | 一  | ペタジーニ | 一  | ペタジーニ | 一  | ペタジーニ |
| 7 | 捕        | 阿部慎之助 | 捕  | 阿部慎之助 | 捕  | 阿部慎之助 | 遊  | 二岡智宏   | 遊  | 二岡智宏   | 遊  | 二岡智宏   |
| 8 | 遊        | 二岡智宏   | 遊  | 黒田哲史   | 遊  | 二岡智宏   | 捕  | 村田善則   | 捕  | 阿部慎之助 | 捕  | 小田幸平   |
| 9 | 投        | 上原浩治   | 投  | 木佐貫洋   | 投  | 木佐貫洋   | 投  | 林昌範     | 投  | 佐藤宏志   | 投  | 上原浩治   |

| 順位 | 4月終了時 | 4月終了時 | 5月終了時 | 5月終了時 | 6月終了時 | 6月終了時 | 7月終了時 | 7月終了時 | 8月終了時 | 8月終了時 | 最終成績 | 最終成績 |
| ---- | --------- | --------- | --------- | --------- | --------- | --------- | --------- | --------- | --------- | --------- | -------- | -------- |
| 1位  | 横浜      | --        | 中日      | --        | 中日      | --        | 中日      | --        | 中日      | --        | 中日     | --       |
| 2位  | 広島      | 1.0       | 巨人      | 1.0       | 巨人      | 5.0       | 巨人      | 2.5       | 巨人      | 5.0       | ヤクルト | 7.5      |
| 3位  | 中日      | 1.5       | 阪神      | 2.5       | 阪神      | 5.5       | ヤクルト  | 4.5       | ヤクルト  | 6.0       | 巨人     | 8.0      |
| 4位  | 阪神      | 1.5       | 広島      | 3.0       | ヤクルト  | 6.5       | 阪神      | 6.5       | 阪神      | 9.5       | 阪神     | 13.5     |
| 5位  | 巨人      | 2.0       | 横浜      | 4.0       | 広島      | 7.0       | 横浜      | 9.0       | 横浜      | 16.0      | 広島     | 20.0     |
| 6位  | ヤクルト  | 3.0       | ヤクルト  | 4.5       | 横浜      | 9.0       | 広島      | 10.5      | 広島      | 16.0      | 横浜     | 20.0     |

| 順位 | 球団               | 勝 | 敗 | 分 | 勝率 | 差   |
| 1位  | 中日ドラゴンズ     | 79 | 56 | 3  | .585 | 優勝 |
| 2位  | ヤクルトスワローズ | 72 | 64 | 2  | .529 | 7.5  |
| 3位  | 読売ジャイアンツ   | 71 | 64 | 3  | .526 | 8.0  |
| 4位  | 阪神タイガース     | 66 | 70 | 2  | .485 | 13.5 |
| 5位  | 広島東洋カープ     | 60 | 77 | 1  | .438 | 20.0 |
| 6位  | 横浜ベイスターズ   | 59 | 76 | 3  | .437 | 20.0 |

- プロ野球再編問題を巡るストライキにより、本来より2試合少ない138試合。

## 入団・退団

### シーズン開幕前
| 支配下選手 | 支配下選手   | 支配下選手           | 支配下選手         | 支配下選手 | 支配下選手 | 支配下選手                 | 支配下選手 |
| 登録       | 登録         | 登録                 | 登録               | 抹消       | 抹消       | 抹消                       | 抹消       |
| No         | 選手名       | 前所属               | 区分               | No         | 選手名     | 去就                       | 区分       |
| 投手       | 投手         | 投手                 | 投手               | 投手       | 投手       | 投手                       | 投手       |
| ---------- | ------------ | -------------------- | ------------------ | ---------- | ---------- | -------------------------- | ---------- |
| 23         | 西村健太朗   | 広陵高等学校         | ドラフト2位        | 20         | 入来祐作   | 北海道日本ハムファイターズ | トレード   |
| 25         | 三澤興一     | 大阪近鉄バファローズ | トレード           | 25         | ベイリー   | La New                     |            |
| 26         | 内海哲也     | 東京ガス             | ドラフト自由獲得枠 | 26         | 西山一宇   | スコアラー                 |            |
| 42         | シコースキー | 千葉ロッテマリーンズ | 自由契約           | 30         | ラス       | 斗山                       |            |
| 60         | 平岡政樹     | 徳島商業高等学校     | ドラフト4位        | 36         | 石川雅実   | 統一                       |            |
| 65         | 山本賢寿     | 帝京大学             | ドラフト6位        | 38         | 谷浩弥     | 千葉ロッテマリーンズ       |            |
| 66         | 南和彰       | 福井工業大学         | ドラフト8位        | 63         | 根市寛貴   | 大阪近鉄バファローズ       | トレード   |
| 捕手       |              |                      |                    |            |            |                            |            |
| 63         | 野村克則     | 阪神タイガース       | 金銭トレード       | 23         | 吉永幸一郎 |                            |            |
| 96         | 佐藤弘祐     | 東北高等学校         | ドラフト7位        |            |            |                            |            |
| 内野手     |              |                      |                    |            |            |                            |            |
| 6          | 小久保裕紀   | 福岡ダイエーホークス | 無償トレード       | 6          | 川相昌弘   | 中日ドラゴンズ             |            |
| 36         | 岩舘学       | 東洋大学             | ドラフト5位        | 60         | 宮﨑一彰   | 西武ライオンズ             |            |
|            |              |                      |                    | 65         | 山下浩宜   | 全府中野球倶楽部           |            |
| 外野手     |              |                      |                    |            |            |                            |            |
| 20         | ローズ       | 大阪近鉄バファローズ | 自由契約           | 66         | 高野忍     | 少年野球指導者             |            |
| 38         | 井出竜也     | 日本ハムファイターズ | トレード           |            |            |                            |            |

### シーズン開幕後
本節では、本シーズン開幕から本シーズン終了までの入退団について記述する。

#### 入団
| 選手名   | 背番号 | 前所属                     | 備考                       |
| -------- | ------ | -------------------------- | -------------------------- |
| 中村隼人 | 27     | 北海道日本ハムファイターズ | 6月2日、河本育之とトレード |
| コーリー | 97     | シカゴ・カブス傘下         | 5月7日入団、新外国人。     |

#### 退団
| 選手名   | 去就                                       |
| -------- | ------------------------------------------ |
| 河本育之 | 6月2日、中村隼人とトレードで日本ハムに移籍 |

## オールスターゲーム2004
- 選出選手及びスタッフ

| ポジション | 名前       | 選出回数 |
| ---------- | ---------- | -------- |
| コーチ     | 堀内恒夫   |          |
| 先発投手   | 上原浩治   | 6(1)     |
| 投手       | 工藤公康   | 9        |
| 捕手       | 阿部慎之助 | 2        |
| 三塁手     | 小久保裕紀 | 8(1)     |
| 遊撃手     | 二岡智宏   | 4        |
| 内野手     | 仁志敏久   | 4        |
| 外野手     | ローズ     | 8        |
| 外野手     | 高橋由伸   | 7        |

- 太字はファン投票による選出。選出回数のカッコ内は上記回数中事故のため不出場のもの。

## 個人成績

### 投手成績
- 色付きは規定投球回数（138イニング）以上の選手及び五輪特別措置により、規定投球回到達と見做された選手
- 太字はリーグ最高

| 選手     | 登 板 | 先 発 | 完 投 | 完 封 | 無 四 球 | 勝 利 | 敗 戦 | セ 丨 ブ | ホ 丨 ル ド | 勝 率 | 打 者 | 投 球 回 | 被 安 打 | 被 本 塁 打 | 与 四 球 | 敬 遠 | 与 死 球 | 奪 三 振 | 暴 投 | ボ 丨 ク | 失 点 | 自 責 点 | 防 御 率 | W H I P |
| -------- | ----- | ----- | ----- | ----- | -------- | ----- | ----- | -------- | ----------- | ----- | ----- | -------- | -------- | ----------- | -------- | ----- | -------- | -------- | ----- | -------- | ----- | -------- | -------- | ------- |
| 上原浩治 | 22    | 22    | 2     | 0     | 0        | 13    | 5     | 0        | 0           | .722  | 637   | 163.0    | 135      | 24          | 23       | 0     | 5        | 153      | 1     | 0        | 54    | 47       | 2.60     | 0.97    |

### 主な打撃成績
- 色付きは規定打席（427打席）以上の選手及び五輪特別措置により、規定打席到達と見做された選手
- 太字はリーグ最高

| [[]]\| |

## できごと

### 1月
- 1月27日 - 阪神タイガースからカツノリを獲得、この日入団会見が行われる。登録名は本名の「野村克則」、背番号は63[3]

### 3月
- 3月27日 - イースタン・リーグが開幕、巨人対ヤクルト戦で久保裕也がリーグ史上19人目のノーヒットノーラン達成[4]。

### 4月
- 4月4日 - 巨人対阪神戦（東京ドーム）で、巨人の清原和博が日本プロ野球史上最多の通算1713三振。 阪神の矢野輝弘が通算1000試合出場達成。試合は阪神が勝利し、巨人に対し初の開幕戦で3連勝[5]。
- 4月6日 - 工藤公康が対中日戦（ナゴヤドーム）に登板し、投手としては日本プロ野球最長の実働23年[5]。
- 4月21日 - 工藤公康が対横浜戦（東京ドーム）で通算500試合登板[5]。
- 4月22日 - 対横浜戦（東京ドーム）で、日本プロ野球タイ記録の開幕戦から17連続試合本塁打。井出竜也が通算1000試合出場[5]。
- 4月23日 - 対阪神戦（甲子園）で日本プロ野球新記録の開幕戦から18試合連続本塁打[5]。
- 4月28日 - 平岡政樹が対ヤクルト戦（神宮）で巨人の高卒新人では堀内恒夫以来38年ぶりの4月登板[5]。試合は11対2で巨人が勝利[6]
- 4月29日 - 阿部慎之助が対ヤクルト戦（神宮）で2本塁打で、日本プロ野球タイ記録の月間16本塁打[5]。
- 4月30日 - 工藤公康は対広島戦（東京ドーム）で日本プロ野球史上最年長40歳11カ月での2ケタ奪三振の12奪三振。試合は4対3で巨人が勝利[5]。

### 5月
- 5月2日 - 巨人対広島戦（広島）でタフィー・ローズが外国人選手としては史上初の通算300号本塁打、仁志敏久が通算1000本安打。9回裏、広島の栗原健太の一塁の守備でベースを踏んでないと判定された広島が抗議、後日連盟に要望書を送った[5]。
- 5月5日 - 清水隆行が対横浜戦（横浜）で通算1000本安打[5]。
- 5月7日 - ブライアン・コーリーと契約[5]。
- 5月7日 - 工藤公康が対広島戦（広島）で完投勝利。41歳の完投勝利は日本プロ野球史上7人目[5]。
- 5月8日 - 広島対巨人戦（広島）でロベルト・ペタジーニが通算200号本塁打、広島の前田智徳が通算1500本安打[5]。
- 5月9日 - 仁志敏久が対広島戦（広島）で通算100号本塁打[5]。
- 5月13日 - 対阪神戦（東京ドーム）で無本塁打に終わり、開幕からの連続本塁打が33試合でストップ[7]。試合は3対4で敗戦[6]。
- 5月14日 - 工藤公康が対ヤクルト戦（東京ドーム）で日本プロ野球史上初の41歳2カ月での2桁奪三振で7対3で勝利[6]。
- 5月16日 - タフィー・ローズが駐車違反と無免許運転で検挙されていたことが明らかとなった[7]。
- 5月29日 - 清水隆行が対横浜戦（東京ドーム）で通算100号本塁打[7]。
- 5月30日 - 対横浜戦（東京ドーム）で日本プロ野球史上最速の47試合目でシーズン通算100本塁打。4月52本、5月51本で2カ月連続50本以上。清原和博が日本プロ野球史上単独8位の通算487本塁打[7]。試合は7対3で巨人が勝利[6]。

### 6月
- 6月2日 - 河本育之と日本ハムの隼人（巨人での登録名は本名の「中村隼人」）の交換トレードが発表[7]。
- 6月4日 - ヤクルト対巨人戦（神宮）で、清原和博が通算2000本安打、工藤公康が通算2500奪三振、仁志敏久が通算1000試合出場。タフィー・ローズが審判に暴言を吐いたとして退場処分、ヤクルトのジェイソン・ベバリンが危険球で退場処分[7]。試合は7対4でヤクルトが勝利[8]。
- 6月5日 - ヤクルト対巨人戦（神宮）で、清水隆行が通算1000試合出場、タフィー・ローズが9年連続20本塁打[7]。
- 6月15日 - 横浜対巨人戦が静岡草薙球場で行われた。ビジターとして地方球場で試合をするのは、1軍では1972年10月3日の広島戦（岡山県野球場）以来実に32年ぶりのことであった。
- 6月24日 - 対中日3連戦（札幌ドーム）で3連敗。巨人の北海道での同一球団相手の3連敗は球団初とされる[9]。

### 7月
- 7月1日 - 対阪神戦（甲子園）で福原忍に抑えられ、1対0で今季71試合目で初の無得点の完封負け[9]。
- 7月8日 - 球団オーナーの渡辺恒雄が「無礼なこと言うな。分をわきまえなきゃいかんよ。たかが選手が」と発言し、反発を受ける。
- 7月25日 - 横浜対巨人戦（横浜）で7回にタフィー・ローズが球団通算8000号本塁打[9]。
- 7月26日 - 岡島秀樹が対広島戦（東京ドーム）で1球勝利[9]。
- 7月31日 - 阪神対巨人戦（甲子園）で、タフィー・ローズが日本プロ野球新記録の9年連続100三振[9]。

### 8月
- 8月13日 - 裏金問題が表面化。明治大の一場靖弘へ栄養費の名目で、裏金を渡していた事が発覚。渡辺恒雄が球団オーナー職を辞任。巨人は一場のドラフトでの獲得断念を表明した。後任オーナーには読売新聞東京本社代表取締役社長の滝鼻卓雄が就任。
- 8月17日 - 工藤公康は、対ヤクルト戦（東京ドーム）で史上23人目の通算200勝を達成。41歳3カ月での達成は史上最年長記録[10]。この試合において工藤は自身初本塁打を記録。
- 8月22日 - タフィー・ローズが対広島戦（広島）で4年連続40号本塁打、セ・パ両リーグでの40号は史上4人目[11]。

### 9月
- 9月7日 - 一場靖弘に対する裏金問題で、コミッショナーは巨人に対し、罰金500万円と戒告処分[11]。
- 9月12日 - 巨人対ヤクルト戦（東京ドーム）で、シーズン通算58本塁打の同一カード別本塁打の新記録[11]。
- 9月22日 - 対横浜戦（横浜）でシーズン240本塁打の日本プロ野球新記録。対横浜戦の107本塁打はカード別本塁打のタイ記録[12]。
- 9月23日
- 対横浜27回戦（横浜）で、1軍公式戦かつ札幌円山球場以外では11年ぶりのデーゲームが行われた。
- 小久保裕紀が対横浜戦（横浜）の9回第5打席に門倉健から史上5人目となる両リーグ40本塁打を放つとともに、巨人の右打者としては球団史上初めて40本塁打を達成した。
- 9月26日 - 前田幸長が対阪神戦（東京ドーム）で通算500試合登板。

### 10月
- 10月4日 - 工藤公康が対横浜戦に勝利し、日本プロ野球史上3人目の41歳2カ月での勝利。
- 10月7日 - 三澤興一、川本大輔、入野久彦、李景一、福井敬治、井出竜也に戦力外通告[11]。
- 10月10日 - 阪神対巨人戦（甲子園）で、今季最終戦で既に日本プロ野球の新記録としていたシーズン本塁打を259本とした[11]。
- 10月14日 - 高橋由伸が右ヒジを手術[11]。
- 10月14日 - 野村克則に戦力外通告[11]。
- 10月19日 - ブライアン・コーリー、マット・ランデル、フリオ・サンタナ、クリス・レイサムが自由契約公示[11]。

### 11月
- 11月22日 - 新外国人選手のゲーブ・キャプラーの入団を発表[12]。
- 11月30日 - 清原和博が来季の残留を決めて、球団事務所で会見。 ロベルト・ペタジーニが退団[12]。

## 選手・スタッフ

### 首脳陣

#### 一軍
| 背番号 | 名前       | 役職         |
| ------ | ---------- | ------------ |
| 88     | 堀内恒夫   | 監督         |
| 78     | 須藤豊     | ヘッドコーチ |
| 75     | 阿波野秀幸 | 投手コーチ   |

#### 二軍
| 背番号 | 名前     | 役職               |
| ------ | -------- | ------------------ |
| 74     | 高橋一三 | 監督               |
| 87     | 山本功児 | ヘッド兼打撃コーチ |
| 89     | 香田勲男 | 投手コーチ         |

### 所属選手

#### 投手
| 背番号 | 名前       | 投 | 打 | 備考 |
| ------ | ---------- | -- | -- | ---- |
| 17     | 髙橋尚成   | 左 | 左 |      |
| 18     | 桑田真澄   | 右 | 右 |      |
| 19     | 上原浩治   | 右 | 右 |      |
| 20     | 入来祐作   | 右 | 右 |      |
| 21     | 木佐貫洋   | 右 | 右 |      |
| 23     | 西村健太朗 | 右 | 右 |      |
| 26     | 内海哲也   | 左 | 右 |      |
| 28     | 岡島秀樹   | 左 | 左 |      |
| 29     | 前田幸長   | 左 | 左 |      |
| 30     | 林昌範     | 右 | 右 |      |
| 47     | 工藤公康   | 左 | 左 |      |

#### 捕手
| 背番号 | 名前       | 投 | 打 | 備考 |
| ------ | ---------- | -- | -- | ---- |
| 10     | 阿部慎之助 | 右 | 左 |      |
| 56     | 加藤健     | 右 | 右 |      |
| 63     | 野村克則   | 右 | 右 |      |

#### 内野手
| 背番号 | 名前                 | 投 | 打 | 備考 |
| ------ | -------------------- | -- | -- | ---- |
| 00     | 後藤孝志             | 右 | 左 |      |
| 2      | 元木大介             | 右 | 右 |      |
| 5      | 清原和博             | 右 | 右 |      |
| 6      | 小久保裕紀           | 右 | 右 |      |
| 7      | 二岡智宏             | 右 | 右 |      |
| 8      | 仁志敏久             | 右 | 右 |      |
| 13     | ロベルト・ペタジーニ | 左 | 左 |      |
| 33     | 江藤智               | 右 | 右 |      |

#### 外野手
| 背番号 | 名前           | 投 | 打 | 備考 |
| ------ | -------------- | -- | -- | ---- |
| 9      | 清水隆行       | 右 | 右 |      |
| 20     | タフィ・ローズ | 右 | 右 |      |
| 24     | 高橋由伸       | 右 | 左 |      |
| 48     | 矢野謙次       | 右 | 右 |      |
| 68     | 鈴木尚広       | 右 | 両 |      |

| - 背番号変更 - 林昌範 96→30 | - 守備位置登録変更 - ペタジーニ 外野手→内野手 - 鈴木尚広 内野手→外野手 |

## 表彰選手
- 本塁打王：タフィ・ローズ（45本、2年連続4度目）
- 最優秀防御率：上原浩治（2.60、5年ぶり2度目）
- 最高勝率：上原浩治（.722、2年ぶり3度目）
- ベストナイン：タフィ・ローズ（外野手、4年連続6度目）
- カムバック賞：小久保裕紀

## ドラフト
| 順位       | 選手名         | ポジション     | 所属           | 結果           |
| ---------- | -------------- | -------------- | -------------- | -------------- |
| 自由獲得枠 | 野間口貴彦     | 投手           | シダックス     | 入団           |
| 自由獲得枠 | 三木均         | 投手           | 八戸大学       | 入団           |
| 1巡目      | （選択権なし） | （選択権なし） | （選択権なし） | （選択権なし） |
| 2巡目      | （選択権なし） | （選択権なし） | （選択権なし） | （選択権なし） |
| 3巡目      | （選択権なし） | （選択権なし） | （選択権なし） | （選択権なし） |
| 4巡目      | 亀井義行       | 外野手         | 中央大学       | 入団           |
| 5巡目      | 木村正太       | 投手           | 一関第一高     | 入団           |
| 6巡目      | 星孝典         | 捕手           | 東北学院大学   | 入団           |
| 7巡目      | 東野峻         | 投手           | 鉾田第一高     | 入団           |